# سهره ستاره‌ای
سهره ستاره‌ای (نام علمی: Neochmia ruficauda) نام یک گونه از سرده نئوکمیا است.